# Leimbach (Wartburgkreis)
Leimbach is een gemeente in de Duitse deelstaat Thüringen, en maakt deel uit van de Wartburgkreis.
Leimbach telt 1.725 inwoners. Naast Leimbach omvat de gemeente de dorpen Kaiseroda en Hermannsroda. De gemeente laat de bestuurstaken uitvoeren door Bad Salzungen.
Amt Creuzburg ·
Bad Liebenstein ·
Bad Salzungen ·
Barchfeld-Immelborn ·
Berka v. d. Hainich ·
Bischofroda ·
Buttlar ·
Dermbach ·
Eisenach ·
Empfertshausen ·
Geisa ·
Gerstengrund ·
Gerstungen ·
Hörselberg-Hainich ·
Kaltennordheim ·
Krauthausen ·
Krayenberggemeinde ·
Lauterbach ·
Leimbach ·
Nazza ·
Oechsen ·
Ruhla ·
Schleid ·
Seebach ·
Treffurt ·
Unterbreizbach ·
Vacha ·
Weilar ·
Werra-Suhl-Tal ·
Wiesenthal ·
Wutha-Farnroda